# 🇰🇷
🇰🇷 is een Unicode vlagsequentie emoji die gebruikt wordt als regionale indicator voor Zuid-Korea. De meest gebruikelijke weergave is die van de vlag van Zuid-Korea, maar op sommige platforms (waaronder Microsoft Windows) ziet men de letters KR.
De vlagsequentie is opgebouwd uit de combinatie van de Regional Indicator Symbols 🇰 (U+1F1F0) en 🇷 (U+1F1F7), tezamen de ISO 3166-1 alpha-2 code KR voor Zuid-Korea vormend.
Deze emoji is in 2010 geïntroduceerd met de Unicode 6.0-standaard.

## Gebruik

De landsvlag van Zuid-Korea

Deze emoji wordt gebruikt als regionale aanduiding van Zuid-Korea.

## Codering

De Emoji One-implementatie

### Unicode
In Unicode vindt men de 🇰🇷 met de codesequentie U+1F1F0 U+1F1F7 (hex).

### Shortcode
Er zijn shortcodes  voor 🇰🇷; in Github kan deze opgeroepen worden met :south_korea:,  in Slack kan het karakter worden opgeroepen met de code :flag-kr:.